# Cristian Diaconescu
Pour les articles homonymes, voir Diaconescu.
Cristian Diaconescu, né le 2 juillet 1959 à Bucarest, est un homme politique roumain. Après avoir fait partie du Parti social-démocrate (PSD) et de l'Union nationale pour le progrès de la Roumanie (UNPR), il est membre du Parti Mouvement populaire (PMP), dont il est président de 2021 à 2022.

## Biographie

### Formation et vie professionnelle
Diplômé en droit de l'université de Bucarest en 1983, il exerce la profession de juge jusqu'en 1989, devenant, ensuite, brièvement inspecteur au ministère de la Justice. En 1990, il intègre le ministère roumain des Affaires étrangères et travaille pour les relations avec l'Organisation pour la sécurité et la coopération en Europe (OSCE).

### Cadre du Parti social-démocrate
Il est nommé secrétaire d'État aux Affaires bilatérales en décembre 2000, après l'arrivée au pouvoir des sociaux-démocrates d'Adrian Năstase. Il adhère au PSD en 2002 et est désigné secrétaire d'État aux Affaires européennes en janvier 2004. À peine deux mois plus tard, il devient ministre de la Justice.
Aux élections législatives de la fin de l'année, il est élu au Sénat, un mandat qu'il conserve lors des élections de novembre 2008. À la suite de ce scrutin, le PSD intègre une « grande coalition » avec le Parti démocrate-libéral (PDL) d'Emil Boc, dans laquelle il obtient le poste de ministre des Affaires étrangères.

### Scission du PSD
Les sociaux-démocrates se retirent de la coalition le 2 octobre 2009 et votent une motion de censure avec l'opposition libérale onze jours plus tard. Boc parvient toutefois à se maintenir au pouvoir en s'alliant avec l'Union démocrate magyare de Roumanie (UDMR) et des dissidents du PSD. Ceux-ci constituent, en mars 2010, l'UNPR, dont Diaconescu est fait président d'honneur.

### Retour au gouvernement
Le 24 janvier 2012, il est choisi pour remplacer Teodor Baconschi comme ministre des Affaires étrangères, étant reconduit le 9 février suivant par le nouveau Premier ministre, Mihai Răzvan Ungureanu. Il est remplacé, le 7 mai, par Andrei Marga.

### Conseiller présidentiel
Il est nommé conseiller du président Traian Băsescu le 29 mai suivant, démissionnant alors de l'UNPR et son mandat de sénateur. Relevé de son poste le temps de la suspension du chef de l'État pendant l'été par le Parlement, il retrouve son bureau avec le retour du président le 30 août.

### Élection présidentielle de 2014
Il participe à la création de la Fondation Mouvement populaire (FMP) en 2013. Il est désigné, le 7 juin 2014, candidat du Parti Mouvement populaire (PMP) à l'élection présidentielle de novembre suivant. Mais en août, les dirigeants du PMP changent d'avis et le remplacent par Elena Udrea, qui est créditée d'intentions de vote plus élevées. Après avoir annoncé sa candidature comme indépendant, Cristian Diaconescu renonce à se présenter et apporte son soutien à Elena Udrea.

### Président du PMP
Président du Parti Mouvement populaire (PMP) entre 2021 et 2022, Cristian Diaconescu se prononce en faveur du rétablissement de la monarchie, alors que la Roumanie s'enlise dans une crise politique. Il affirme alors que le PMP entend proposer une révision constitutionnelle en ce sens,.